# Tadrart Acacus
El Tadrart Acacus o muntanyes Acacus (amazic: تدرارت أكاكوس; àrab: جبال أكاكوس, jibāl Akākūs o تدرارت أكاكوس, Tadrārt Akākūs) és una serralada al desert del Sàhara, a Líbia. S'estén a l'est de la ciutat de Ghat i a 100 km d'Algèria. Tadrart significa ‘muntanyes’ en la llengua tamahaq. La zona és rica en art prehistòric.
Les muntanyes Acacus tenen paisatges rocosos variats des de dunes acolorides a arcs, gorges i rambles (uadis). Malgrat ser un desert, hi creixen plantes com la medicinal Calotropis procera, i hi ha un gran nombre de fonts i pous.
Per les seves pintures i gravats prehistòrics, que daten de fa 12.000 anys, la zona va ser declarada el 1985 Patrimoni de la Humanitat per la UNESCO. Les pintures reflecteixen animals com girafes, elefants, estruços i camells, i també persones i cavalls.

### Greixos làctics
Tadrart Acacus és també l'indret on hi aparegueren les restes més antigues de moment, de lípids làctics en terrisses, les quals han estat datades mitjançant la prova del carboni radioactiu en 7.500 A.C.

### Amenaces
Recentment, s'hi ha trobat petroli i les perforacions han posat el lloc en perill.

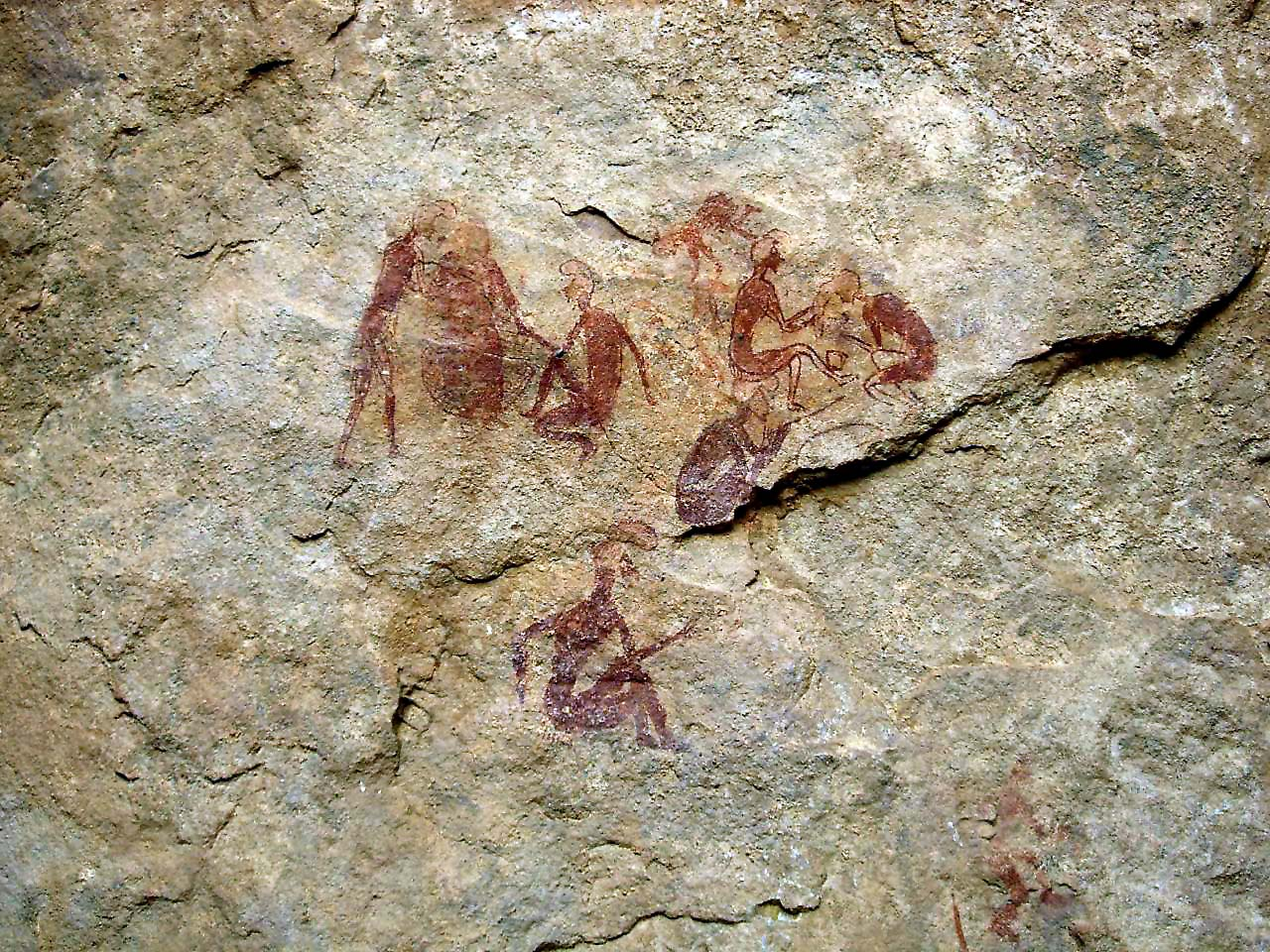
Art a Tadrat Acacus

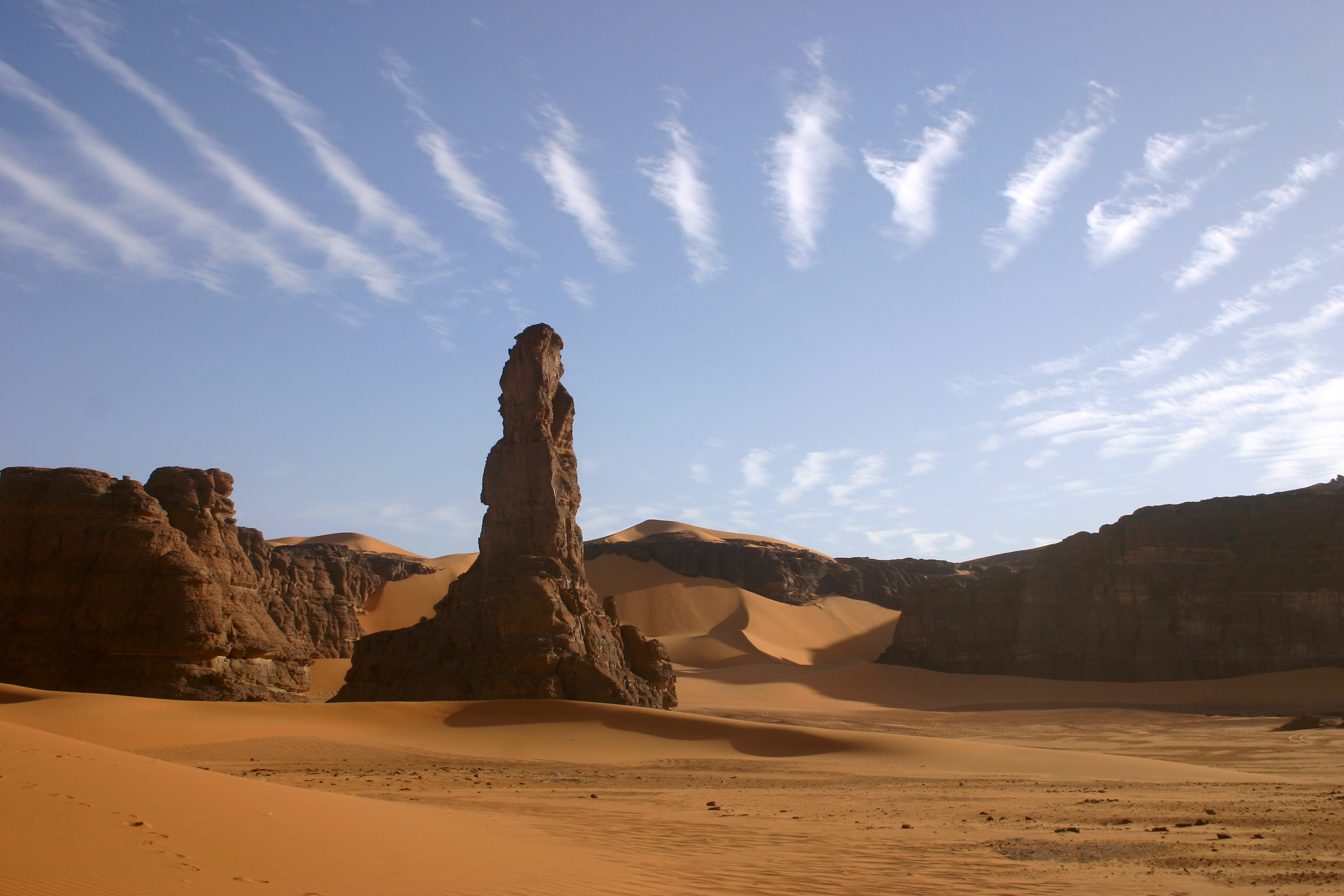
Formació rocosa a Tadrart Acacus